# 伯努利数
| n  | B± n        |
| -- | ----------- |
| 0  | 1           |
| 1  | ±1/2        |
| 2  | 1/6         |
| 3  | 0           |
| 4  | −1/30       |
| 5  | 0           |
| 6  | 1/42        |
| 7  | 0           |
| 8  | −1/30       |
| 9  | 0           |
| 10 | 5/66        |
| 11 | 0           |
| 12 | −691/2730   |
| 13 | 0           |
| 14 | 7/6         |
| 15 | 0           |
| 16 | −3617/510   |
| 17 | 0           |
| 18 | 43867/798   |
| 19 | 0           |
| 20 | −174611/330 |

白努利數 Bn 是一個数学分析中常见的有理數序列。前21个伯努利数的值列于右表。其中上標 ± 在本文中用來區別兩種不同的白努利數定義，這兩種定義只对{\displaystyle n=1}有区别：{\displaystyle B_{1}^{-{}}=-1/2}，{\displaystyle B_{1}^{+{}}=+1/2}。

## 符号
- B−
n ，而B−
1 = − 1/2，是美國國家標準技術研究所（NIST）和大多数现代教科书的符号约定。[1]
- B+
n，而B+
1 = + 1/2，在较早的文献中被使用。[2]

由於對所有大於1的奇數 n，白努利數 Bn = 0 ，且許多公式中僅使用偶數項的白努利數，一些作者可能會用Bn來代表 B2n，不過本文不會如此簡寫。

## 历史
伯努利数来源于计算等幂求和。定義等冪和如下，其中m, n ≥ 0：
{\displaystyle S_{m}(n)=\sum _{k=1}^{n}k^{m}=1^{m}+2^{m}+\cdots +{n}^{m}}
這數列和的公式必定是變數為n，次數為m +1次的多項式，稱為伯努利多項式。伯努利多項式的係數與伯努利數有關係如下：
{\displaystyle S_{m}(n)={\frac {1}{m+1}}\sum _{k=0}^{m}{\binom {m+1}{k}}B_{k}^{+}n^{m+1-k},}
其中(m + 1
k) 為二項式係數。
例如，把m取為1，有{\displaystyle 1+2+...+n={\frac {1}{2}}\left(B_{0}n^{2}+2B_{1}^{+}n^{1}\right)={\frac {1}{2}}\left(n^{2}+n\right).}
伯努利數最先由雅各布·伯努利研究，他给出了伯努利數的计算方法和所有幂和的统一公式。根据棣莫弗的提议，伯努利多项式中的系数被称为伯努利數。
在1842年的愛達·勒芙蕾絲的分析機筆記的筆記G，第一次記述了一個讓電腦產生伯努利數的算法。

## 定义
伯努利數可以由下列遞歸公式計算：
{\displaystyle {\begin{aligned}\sum _{k=0}^{m}{\binom {m+1}{k}}B_{k}^{-{}}&=\delta _{m,0}\\\sum _{k=0}^{m}{\binom {m+1}{k}}B_{k}^{+{}}&=m+1\end{aligned}}}
其中{\displaystyle m=0,1,2...}，δ是克罗内克δ函数。
伯努利數也可以用母函數技巧定義。它們的指數母函數是x/（ex − 1），使得對所有絕對值小於2π的x（冪級數的收斂半徑），有
{\displaystyle {\frac {x}{e^{x}-1}}=\sum _{n=0}^{\infty }B_{n}{\frac {x^{n}}{n!}}}。
有時會寫成小寫bn，以便與貝爾數区分。
最初21項伯努利數記於OEIS中的數列A027641和A027642。
可以證明對所有不是1的奇數n有Bn = 0。
數列中乍看起來突兀的B12 = −691/2730，喻示伯努利數不能以初等方式描述；其實它們是黎曼ζ函數於負整數的值，有深邃的數論性質聯繫，所以不能預期有簡單的計算公式。

## 伯努利数和黎曼ζ函數
歐拉以黎曼ζ函數表達伯努利數為：
{\displaystyle B_{2k}=2(-1)^{k+1}{\frac {\zeta (2k)\;(2k)!}{(2\pi )^{2k}}}}。
在[−1, 0]區間上的連續均勻概率分佈的n階累積量是Bn/n。

## 伯努利數的算術性質
伯努利數可以用黎曼ζ函數表達為Bn = − nζ（1 − n），也就說明它們本質上是這函數在負整數的值。因此，可推測它們有深刻的算術性質，事實也的確如此，這是庫默爾（Kummer）研究費馬大定理時發現的。
伯努利數的可整除性是與分圓域的理想類群有關。這關係由庫默爾的一道定理和更強的埃爾貝朗-里貝定理（Herbrand-Ribet）描述。而這性質與實二次域的關係由安克尼-阿廷-喬拉猜想（Ankeny-Artin-Chowla）給出。伯努利數還和代數K理論有關：若cn是Bn/2n的分子，那樣{\displaystyle K_{4n-2}(\mathbb {Z} )}的階是−c2n若n為偶數；2c2n若n為奇數。
與整除性也有關連的是馮·施陶特-克勞森定理（von Staudt-Clausen）。這定理是說，凡是適合p − 1整除n的質數p，把1/p加到Bn上，我們會得到一個整數。這個事實給出了非零伯努利數Bn的分母的特徵：這些分母是適合p − 1整除n的所有質數p的乘積；故此它們都無平方因子，也都可以被6整除。
吾鄉-朱加猜想猜測p是質數當且僅當pBp−1模p同餘於−1。

### p進連續性
伯努利數的一個特別重要的同餘性質，可以表述為p進連續性。若b，m和n是正整數，使得m和n不能被p − 1整除，及{\displaystyle m\equiv n\,{\bmod {\,}}p^{b-1}(p-1)}，那麼
{\displaystyle (1-p^{m-1}){B_{m} \over m}\equiv (1-p^{n-1}){B_{n} \over n}\,{\bmod {\,}}p^{b}}。
因為{\displaystyle B_{n}=-n\zeta (1-n)}，這也可以寫成
{\displaystyle (1-p^{-u})\zeta (u)\equiv (1-p^{-v})\zeta (v)\,{\bmod {\,}}p^{b}\,}，
其中u = 1 − m和v = 1 − n，使得u和v非正，及不是模p − 1同餘於1。這告訴我們，黎曼ζ函數的歐拉乘積公式中去掉{\displaystyle 1-p^{z}}後，對適合模p − 1同餘於某個{\displaystyle a\not \equiv 1\,{\bmod {\,}}p-1}的負奇數上的p進數連續，因此可以延伸到所有p進整數{\displaystyle \mathbb {Z} _{p}\,}，得出p進ζ函數。

## 伯努利數的应用
伯努利數出現在正切和雙曲正切函數的泰勒級數展開式、歐拉-麥克勞林公式，及黎曼ζ函數的一些值的表達式。

### 拓扑
在{\displaystyle n\geq 2}時給出可平行流形邊界的怪（4n−1）球，對於它們的微分同胚類的循環群的階，有凱爾韋爾-米爾諾公式（Kervaire-Milnor），用到了伯努利數。若B是B4n/n的分子，那麼這種怪球的數目是{\displaystyle 2^{2n-2}(1-2^{2n-1})B}。（拓撲學文章中的公式與這裡不同，因為拓撲學家為伯努利數編號的習慣不同。本文跟隨數論家的編號習慣。）

## 外部連結
- 伯努利數網頁 （页面存档备份，存于）
- 整數數列線上大全——與伯努利數有關的數列的記錄
- 首498個伯努利數 （页面存档备份，存于）取自古登堡計劃